# Lucas Leto
Lucas Leto (Salvador, 13 de janeiro de 1999) é um ator brasileiro, conhecido por seus papéis em telenovelas e filmes nacionais entre eles: Bom Sucesso, Pantanal e Um Ano Inesquecível - Outono.

## Biografia
Lucas Leto iniciou sua trajetória artística na adolescência, atuando em peças de teatro e experimentando o cinema. Seu primeiro papel de grande destaque foi como Waguinho em Bom Sucesso.
Em 2022, integrou o elenco do remake da telenovela Pantanal, interpretando Marcelo, filho de Tenório (Murilo Benício) e no cinema, participou do filme Vizinhos, ao lado de Leandro Hassum. Em 2023, protagonizou Um Ano Inesquecível - Outono.

## Filmografia

### Televisão
| Ano     | Título             | Personagem                            | Notas        |
| ------- | ------------------ | ------------------------------------- | ------------ |
| 2019-20 | Bom Sucesso        | Wagner Santiago dos Santos (Waguinho) |              |
| 2022    | Pantanal           | Marcelo Nogueira                      |              |
| 2025    | Vale Tudo          | Fabiano Saldanha (Sardinha)           |              |
| 2025    | Juntas e Separadas | [ 14 ]                                |              |
| 2025    | Dança dos Famosos  | Participante                          | Temporada 22 |

### Cinema
| Ano  | Título                       | Personagem  | Ref.          |
| ---- | ---------------------------- | ----------- | ------------- |
| 2022 | Vizinhos                     | Arthurzinho |               |
| 2023 | Um Ano Inesquecível - Outono | João Paulo  | [ 16 ] [ 17 ] |
| 2024 | Coração Bandeja              | Leon        | [ 18 ]        |
| 2025 | O Advogado de Deus           | Rubinho     | [ 19 ]        |